# سانتياغو ألبا ريكو
سانتياغو ألبا ريكو (من مواليد 1960) كاتب وفيلسوف إسباني. لقد عاش في تونس معظم فترات القرن الحادي والعشرين. وهو معروف بمقالات مثل Las reglas del caos (قواعد الفوضى) أو Leer con niños (إقرأ مع الاطفال) أو Capitalismo y nihilismo (الرأسمالية والعدمية) . 

## سيرة شخصية
ولد سانتياغو ألبا ريكو في مدريد عام 1960، وهو ابن الصحفية والمنتجة وكاتبة السيناريو لولو ريكو ، وهي أيضًا والدة الكاتبة إيزابيلا ألبا ريكو [الإنجليزية] .   وهو أيضًا حفيد السياسي سانتياغو ألبا بونيفاز وعم ناجوا ألبا . 
حصل ألبا على درجة الليسانس في الفلسفة من جامعة كومبلوتنسي بمدريد .  انضم إلى طاقم برنامج الأطفال TVE La bola de Cristal (الذي ابتكرته والدته) ككاتب سيناريو (1984-1988)، مقدمًا محتوى من وجهة نظر ماركسية .   وانتقل إلى القاهرة عام 1991 ثم إلى تونس عام 1998.  عمل كمترجم إلى الإسبانية من العربية.  وكان معارضا لحكم معمر القذافي وبشار الأسد في سياق الصراعين الليبي والسوري. 
قدم بوديموس ألبا مرشحًا لمجلس الشيوخ في دائرة مقاطعة أفيلا (يمتلك مسكنًا في بيدرالافيس ) في مواجهة الانتخابات العامة في ديسمبر 2015 ،  لكنه لم يفز بالمقعد.

## أعماله
كمؤلف
- — (1992). ¡Viva el mal! ¡Viva el capital! (يحيا الشر! عاش رأس المال!).[10]
- — (1995). Las reglas del caos. Apuntes para una antropología del mercado (قواعد الفوضى. ملاحظات لأنثروبولوجيا السوق).[10]
- — (1999). El mundo incompleto. Un cuento sobre la creación y los autores (العالم غير المكتمل. قصة عن الإبداع والمؤلفين).[10]
- — (2001). ¡Viva la CIA! ¡Viva la Economía! (تحيا وكالة المخابرات المركزية (الأمريكية)! يحيا الاقتصاد!).[10]
- — (2001). La ciudad intangible. Ensayo sobre el fin del neolítico (المدينة غير الملموسة. مقالة عن نهاية العصر الحجري الحديث).[10]
- — (2003). Torres más altas (أطول الأبراج).[10]
- — (2003). Galería de gente victoriosa: relatos y artículos sobre Irak (معرض الشعب المنتصر: قصص ومقالات عن العراق).[10]
- — (2006). Vendrá la realidad y nos encontrará dormidos. Partes de guerra y prosas de resistencia (سيأتي الواقع ويجدنا نائمين. أجزاء من الحرب ونثر المقاومة).[10]
- — (2007). Leer con niños (إقرأ مع الأطفال).[10]
- — (2015). Islamofobia: nosotros, los otros, el miedo (الإسلاموفوبيا: نحن، الآخرون، الخوف). Barcelona: Icaria.[11]
- — (2021). España (اسبانيا). Madrid: Lengua de Trapo.[12]

مؤلف مشارك
- —؛ Fernández Liria، Carlos (1986). Dejar de pensar (توقف عن التفكير).[13]
- —؛ Fernández Liria، Carlos (1989). Volver a pensar (إعادة التفكير).[10]

## روابط خارجية
- سانتياغو ألبا ريكو على Dialnet